# Pont National
Pont National (česky: Národní most) je silniční a bývalý železniční most přes řeku Seinu v jihovýchodní části Paříže. Spojuje břehy mezi 12. a 13. obvodem.

## Historie

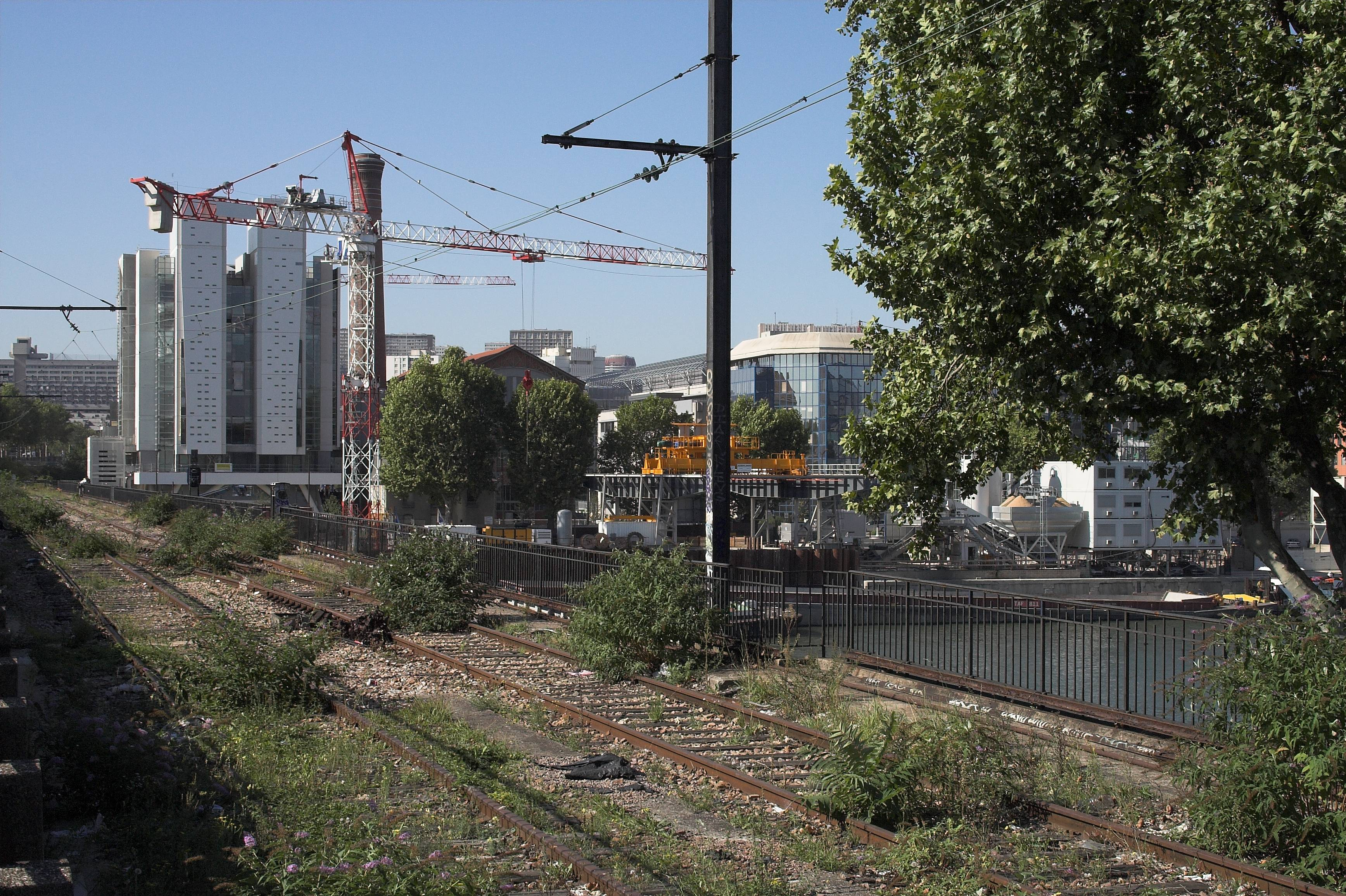
Zaniklá železnice na mostě

Most byl postaven jako železniční v letech 1852–1853 a až do roku 1870 nesl název most Napoleona III. V letech 1936 a 1944 byl dvojnásobně rozšířen na straně proti proudu. Železniční trať, která vedla přes most, byla zrušena, takže dnes je most určen pouze pro silniční dopravu.

## Architektura
Most je zděný o pěti obloucích, jeho celková délka činí 188,5 metrů a šířka 34 metry.